# إستر فوربس
إستر فوربس (بالإنجليزية: Esther Forbes)‏ (28 يونيو 1891 - 12 أغسطس 1967 في ورسستر) كاتِبة، وروائية، وكاتبة سير، وكاتبة للأطفال من الولايات المتحدة.

## الجوائز
- جائزة بوليتزر عن فئة الأعمال التاريخية[24]
- جائزة نيوبري
- زميل الأكاديمية الأمريكية للفنون والعلوم

## روابط خارجية
- إستر فوربس على موقع الموسوعة البريطانية (الإنجليزية)
- إستر فوربس على موقع قاعدة بيانات برودواي على الإنترنت (الإنجليزية)